# Morrígan
Morrigan, també coneguda com a Morrigu, és la dea celta de la mort i la destrucció. Se la representa típicament amb armadura i armes. Morrigan està present en totes les guerres, prenent forma de corb o de corneja. El seu rol en la guerra és infondre força (i ira) en els soldats per combatre. El seu nom significa 'Gran Reina' o 'Reina Espectral'. Morrigan també es pot traduir o trobar escrit com a Carrie o Carrigan.
Morrigan és la dea de la guerra i, per tant, de la mort. Però també representa la renovació: la mort que dona a llum una nova vida, l'amor i el desig sexual. La vida i la mort estan molt lligades en l'univers celta. Morrigan és donzella, mare i vídua.
Morrigan formava una tríada amb Badb i Macha, encara que en algunes fonts se la descriu com a deessa tripla, incloent-hi Bodbh i Macha com a altres manifestacions de Morrigan.
Morrigan pertany als Tuatha Dé Danann, els éssers màgics que van habitar Irlanda abans que els irlandesos actuals.
Un dels episodis més famosos d'aquesta deessa va ser el seu amor no correspost amb l'heroi Cú Chulainn, i el seu paper en la guerra de l'Ulster.